# Вулиця Вітрякова
Вулиця Вітряко́ва — вулиця у Сихівському районі міста Львів, у місцевості Козельники. Пролягає від вулиці Рахівської та закінчується глухим кутом.

## Історія та забудова
Сучасну назву вулиця отримала у 1958 році.
Забудована одноповерховими приватними садибами кінця 1950-х років у стилі конструктивізм.